# ボディファンタジー
ボディファンタジーは、香水のブランド。

## 概要
アメリカのニューヨーク発のブランド。
アメリカでの香水の売り上げナンバーワンのブランド。
2015年にはフリージアの香りが日本国内での販売本数が1位になる。
2020年3月にはボディファンタジーには、ダイソーで発売されているパッケージの商品も存在する。ダイソーで販売されている商品はダイソー限定で、29ミリリットルで300円。SNSでも評判が良い。
2020年4月にはディズニーとコラボレーションされたパッケージのデザインの製品が発売される。
2022年6月にはうたの☆プリンスさまっ♪とコラボレーションされたパッケージのデザインの製品が販売される。
2023年7月にはアイスクリームフィーバーとコラボレーションされた3種の香りの製品が販売される。